# Слюсар Вадим Миколайович
Слюсар Вадим Миколайович (*27 жовтня 1977, м. Бердичів Житомирської області) — доктор філософських наук з 2019, доцент із 2011, професор Державного університету «Житомирська політехніка», завідувач кафедри журналістики та філософських студій. Автор праць з проблем самореалізації особистості, насилля, реклами та PR-діяльності. Представник Поліської філософської школи «Філософія та феноменологія релігії», очолюваної професором П. Ю. Саухом, координатор Філософського клубу "Sophia garden".

## Біографічні відомості
У 1992 році закінчив 9 клас Бердичівської загальноосвітньої школи № 4 (з поглибленим вивченням математики та фізики). 1992–1994 — навчання у Бердичівському машинобудівному коледжі за спеціальністю «Технологія обробки матеріалів на верстатах і автоматичних лініях». У 1994 р. екстерном закінчив Бердичівську загальноосвітню школу № 3. 1994–1999 рр. — навчання на філологічному факультеті Житомирського державного педагогічного університету імені Івана Франка (спеціальність «Українська мова і література та німецька мова і література»). 2016-2018 — навчання у Міжнародному економіко-гуманітарному університеті імені академіка Степана Дем’янчука (спеціальність "Журналістика". Спеціалізація "Реклама та зв'язки з громадськістю"). 2023-2024 — навчання у Донецькому національному університеті імені Василя Стуса (спеціальність "міжнародні відносини", освітня програма "Міжнародні комунікації та медіація в умовах конфліктного врегулювання"). Працював на посадах вчителя німецької мови Бистрицької загальноосвітньої школи Бердичівського району (1997–2004), асистента (2003–2009), ст. викладача (2009–2010), доцента (2010–2020), професора (2020–2021) кафедри філософії ЖДУ імені Івана Франка, професора кафедри міжнародних відносин і політичного менеджменту (2021-2022), завідувача кафедри філософсько-історичних студій та масових комунікацій (з 2022 р.)  Державного університету "Житомирська політехніка". З 2008 по 2013 р. — заступник завідувача кафедри філософії ЖДУ імені Івана Франка. 2013 по 2015 рр.  — заступник директора Інституту філології та журналістики ЖДУ імені Івана Франка ЖДУ імені Івана Франка з наукової роботи та міжнародної діяльності. 2019-2021 - гарант освітньо-професійної програми "Філософія. Релігія та сучасні суспільні процеси", з 2022 - гарант освітньо-професійної програми Філософія "Масові комунікації, коучинг та консалтинг" в Державному університеті "Житомирська політехніка". У 2022 році працював (на громадських засадах) журналістом, аналітиком на телеканалі "СК1" , телеведучим 

## Сімейний стан
Одружений. Має двох синів.

## Наукова діяльність
У 2003 р. поступив до аспірантури при кафедрі філософії Житомирського державного університету імені Івана Франка. У 2008 р. захистив кандидатську дисертацію за темою «Феномен свободи в культурній самореалізації особистості» (наук. керівник — проф. Саух П. Ю.) за спеціальністю 09.00.04 — філософська антропологія, філософія культури. 2013-2016 рр. - навчання в докторантурі при кафедрі філософії Житомирського державного університету імені Івана Франка. У 2019 р. захистив докторську дисертацію за темою «Насилля як субстанційна характеристика соціальних трансфрмацій» (наук. консультант — проф., академік Саух П. Ю.) за спеціальністю 09.00.03 — соціальна філософія та філософія історії. Автор понад 120 наукових праць.

## Основні праці

### Окремі видання
- Геополітичний словник: навч. посіб. / [кол. авт.: Саух П. Ю., Бутковська Н. Ю., Герасимчук А. А. та ін.] ; за заг. ред. проф. П. Ю. Сауха. — К. : «МП Леся», 2010. — 327 с. — Бібліогр.: с. 304–307. (співавтор)
- Самореалізація особистості за умов сучасних соціокультурних реалій: виклики для гуманітарної вищої освіти // Інновації у вищій освіті: проблеми, досвід, перспективи: монографія / за ред. П. Ю. Сауха. — Житомир : Вид-во ЖДУ ім. Івана Франка, 2011. — С. 166–184 (параграф 1.12).
- Феномен свободи в культурній самореалізації особистості / Вадим Слюсар. — Житомир : Вид-во ЖДУ ім. Івана Франка, 2012. — 256 с.
- Насилля: соціально-філософська природа  Житомир : Вид-во Євенок О.О., 2017.

### Статті
- Постмодерністський фемінізм про детермінацію самореалізації особистості // Вісник Харківського національного університету ім. В. Н. Каразіна — № 598. — 2003. — С. 153–156.
- Вплив соціально-культурної кризи на самореалізацію особистості // Вісник Житомирського державного університету імені Івана Франка. — 2007. — № 32. С. 20 — 24.
- Осмислення тілесності та предметності як соціально-культурного чинника самореалізації особистості // Вісник Житомирського державного університету імені Івана Франка. — 2009. — № 43. — С. 10-14.
- Интеллигенция как объект насилия в период трансформации общества // Современная интеллигенция: проблемы социальной идентификации: сборник научных трудов: в 3 т. / отв. ред. И. И. Осинский. — Улан-Удэ : Изд-во Бурятского госуниверситета, 2012. — Т. 1. — С. 181–189.
- Nowa racjonalność jako atrybut przemocy w dobie globalizacji / Wadym Slusar // Українська полоністика. — 2012. — Вип. 9. — С. 89 — 95.
- "Планшетное сознание" как субъективная составляющая "рационального насилия" в глобализированном мире / Wadym Slusar // Studia Warmińskie. – 2015. – № 52. – S. 51 – 61.
- Advertising in the modern urban space: a socio-philosophical analysis
- Phenomenon of targeted advertising in postpanoptic society
- Privatized violence: the essence and types of its implementation in modern world
- Substantive approach to the definition of "advertising": philosophical and communicative aspect
- PR activity of Muslim organizations of Ukraine (on the example of the RAMU "Ummah")
- Modern Irredentist Conflicts in the Arab World: Political Science and Socio-Philosophical Aspects (Part 1)